# Việt Nam tại Thế vận hội Người khuyết tật
Việt Nam lần đầu tiên tham dự Thế vận hội Người khuyết tật vào năm 2000 tại Sydney, chỉ có 2 VĐV tham gia gồm: Nguyễn Thị Xuân Anh chạy nước rút 800m của phụ nữ (loại T54) ở môn điền kinh, và Trương Công Hùng trong nội dung 52 loại kg của nam ở môn Cử tạ. Đoàn thể thao khuyết tật Việt Nam tại Paralympic 2004 có nhiều VĐV hơn một chút và hoàn toàn chỉ có VĐV nữ, với một nữ vận động viên chạy nước rút, hai vận động viên nữ cử tạ và một vận động viên bơi lội nữ. Năm 2012 và 2016, Đoàn Việt Nam đã có số nhiều VĐV nhất từ trước đến nay, với mười một vận động viên ở ba môn thể thao: điền kinh, cử tạ và bơi lội.
Việt Nam chưa bao giờ tham dự Paralympic Mùa đông. Việt Nam đã giành được sáu huy chương các loại tại các kì Thế vận hội Người khuyết tật Mùa hè 2016, 2020 và 2024.
Lê Văn Công trở thành vận động viên người khuyết tật đầu tiên của Việt Nam giành được nhiều hơn 1 huy chương và cũng là vận động viên đầu tiên của Việt Nam (kể cả đội Olympic và Paralympic) giành huy chương ở hai kỳ thế vận hội. Tại Paralympic Paris 2024, anh tiếp tục đoạt được một huy chương đồng, giúp anh giành trọn bộ huy chương vành-bạc-đồng sau ba kỳ liên tiếp.

## Thế vận hội Người khuyết tật Mùa hè

### Huy chương theo các kỳ
| Thế vận hội Người khuyết tật | Vận động viên     | Vàng              | Bạc               | Đồng              | Tổng cộng         | Hạng              |
| Sydney 2000                  | 2                 | 0                 | 0                 | 0                 | 0                 | −                 |
| Athens 2004                  | 4                 | 0                 | 0                 | 0                 | 0                 | −                 |
| Bắc Kinh 2008                | 9                 | 0                 | 0                 | 0                 | 0                 | −                 |
| Luân Đôn 2012                | 11                | 0                 | 0                 | 0                 | 0                 | −                 |
| Rio de Janeiro 2016          | 11                | 1                 | 1                 | 2                 | 4                 | 55                |
| Tokyo 2020                   | 7                 | 0                 | 1                 | 0                 | 1                 | 75                |
| Paris 2024                   | 7                 | 0                 | 0                 | 1                 | 1                 | 68                |
| Los Angeles 2028             | Sự kiện tương lai | Sự kiện tương lai | Sự kiện tương lai | Sự kiện tương lai | Sự kiện tương lai | Sự kiện tương lai |
| Brisbane 2032                | Sự kiện tương lai | Sự kiện tương lai | Sự kiện tương lai | Sự kiện tương lai | Sự kiện tương lai | Sự kiện tương lai |
| Tổng cộng                    | Tổng cộng         | 1                 | 2                 | 2                 | 5                 | 93                |

Huy chương theo môn
| Môn                | Vàng | Bạc | Đồng | Tổng số |
| ------------------ | ---- | --- | ---- | ------- |
| Cử tạ              | 1    | 1   | 2    | 4       |
| Bơi                | 0    | 1   | 0    | 1       |
| Điền kinh          | 0    | 0   | 1    | 1       |
| Tổng số (3 đơn vị) | 1    | 2   | 3    | 6       |

### Vận động viên đoạt huy chương
| Huy chương | Vận động viên        | Thế vận hội         | Môn       | Nội dung               |
| ---------- | -------------------- | ------------------- | --------- | ---------------------- |
| Vàng       | Lê Văn Công          | Rio de Janeiro 2016 | Cử tạ     | 49 kg nam              |
| Bạc        | Võ Thanh Tùng        | Rio de Janeiro 2016 | Bơi lội   | 50 m nam tự do hạng S5 |
| Đồng       | Đặng Thị Linh Phương | Rio de Janeiro 2016 | Cử tạ     | 50 kg nữ               |
| Đồng       | Cao Ngọc Hùng        | Rio de Janeiro 2016 | Điền kinh | Ném lao nam hạng F57   |
| Bạc        | Lê Văn Công          | Tokyo 2020          | Cử tạ     | 49 kg nam              |
| Đồng       | Lê Văn Công          | Paris 2024          | Cử tạ     | 49 kg nam              |

1. ↑  News, VietNamNet. "Báo VietnamNet". VietNamNet News (bằng tiếng vietnamese). Truy cập ngày 4 tháng 9 năm 2024. {{Chú thích web}}: |họ= có tên chung (trợ giúp)Quản lý CS1: ngôn ngữ không rõ (liên kết)